# Calanda (berg)

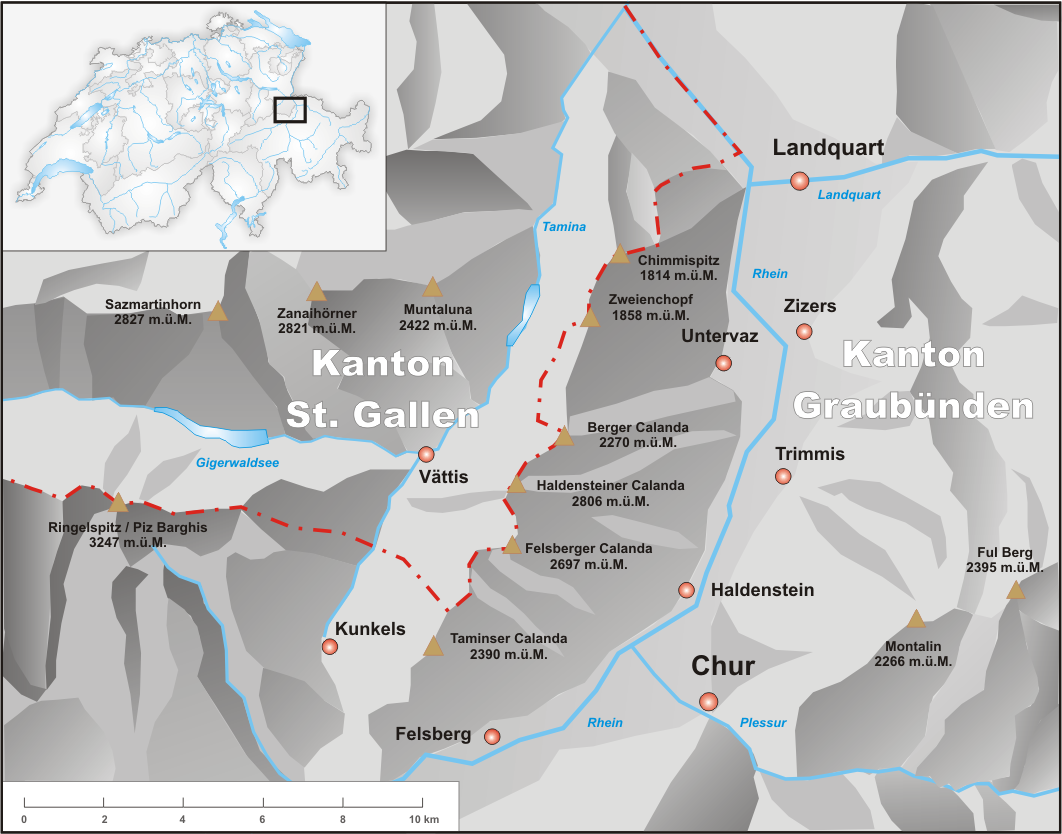
De ligging van de Calanda op de grens tussen de kantons Graubünden en Sankt Gallen

De Calanda is een bergketen in Zwitserland in het noorden van het kanton Graubünden en het zuiden van het kanton St.
Gallen, noordwestelijk van de stad Chur. De keten behoort tot de Noordelijke Kalkalpen en vormt het oostelijke sluitstuk van de Glarner Alpen. Met de laatste is hij door de 1357 m hoge Kunkelspas verbonden.

## Geografie
De bergketen van de Calanda loopt van zuidwest naar noordoost en heeft een aantal toppen. In het uiterste zuidwesten ligt de Taminser Calanda (2390 meter), dan komt de Felsberger Calanda (2697 meter), de Haldensteiner Calanda (met 2806 meter de hoogste van de groep) en als laatste in het noordoosten de Berger Calanda (2270 meter). De bergrug loopt door naar het noorden, maar komt alleen nog in de vorm van de Zweienkopf en de Chimmispitz tot hoogten van boven de 1800 meter.
De centrale kam vormt de kantonnale grens.
Aan de kant van het Tamina-dal, in het westen, heeft de Calanda een steile helling met opvallende rotswanden. Deze zijn gezichtsbepalend voor onder andere het dorp Vättis, dat aan de voet van de Haldensteiner Calanda ligt. Richting Rijndal, in het oosten, is de helling, in elk geval op grotere hoogte, minder steil. Hier zijn ook vele uitgestrekte bergweides met de namen van de gemeentes waartoe ze behoren (Taminser Äpli, Felsberger Älpli, Haldensteiner Alp, Vazer Alp).
Op 2073 meter ligt, hoog boven Chur, de Calandahütte van de SAC (Schweizer Alpenclub).
Geologisch hoort de Calanda tot de Helvetische nappe (dekblad, laag), die in dit deel hoofdzakelijk uit mesozoische sedimenten, nl. uit Malm- en Krijtkalk bestaat. Aan de zuidhelling van de Felsberger Calanda werden in de 19e eeuw kleine hoeveelheden goud gewonnen.

## Oorsprong van de naam
De naam Calanda stamt van het Latijnse/Italiaanse "calare", en betekent zoiets als "de afnemende".
Dit duidt op de vele lawines die plaatsvonden (en vinden) vanaf de Calanda. Tot aan de dalbodem van het Rijndal vindt men puinvelden en steenlawines. In 1843 werd het dorp Felsberg bedreigt door een steenlawine, zo ontstond Neudorf dat verder van de helling weg ligt. De laatste grote steenstortingen vonden plaats in 2001 en 2002.